# Nomico
Nomico, a menudo estilizada como "nomico" o "Nomiko", es una cantante y actriz de voz japonesa conocida por haber lanzado cuatro álbumes bajo el sello discográfico Lantis. Ha realizado actuación de voz y ha lanzado canciones que se han utilizado en varios animes y novelas visuales.

## Carrera
Nomico empezó su carrera en 2004, como parte del grupo musical LOOPCUBE, donde fue su voz principal. La artista lanzó su primer álbum titulado "Nomico no Ōzora" (のみこの大空?) en 2004 junto con LOOPCUBE. Tras 2 años de participación, Nomico abandonó el grupo en 2006.[cita requerida]
En 2006, Nomico lanzó un sencillo titulado "Shichaimashou". La canción fue utilizada en el anime Renkin 3-kyū Magical? Pokān como el tema de ls créditos de cierre. También debutó como actriz de voz en la misma serie, interpretando los papeles de los personajes de Keimi y Jun. El primer álbum de Nomico en su carrera como solista fue titulado "Nomico no Mi" y fue publicado en el 2006. Obtuvo una calificación promedio de 3.5 sobre 5 en Rate Your Music. Entre 2004 y 2010 Nomico había lanzado un total de cuatro álbumes. A lo largo de su carrera, Nomico ha cantado varios temas para mútilples animes y novelas visuales. Cantó "Koisora Recycling" para Akikan!, "Skip!" para Moetan, "Randoseling" para Mitsudomoe Zouryouchuu!, "Karakuri Nemuri Dan" para Katanagatari, "Hoshikaze no Horoscope" para Hoshizora e Kakaru Hashi y "Shichaimashou" para Renkin 3-kyū Magical? Pokān.
Nomico proporcionó su voz para la canción Bad Apple!!, publicada en 2007 con la colaboración con Alstroemeria Records. La remezcla apareció originalmente en el videojuego de 1998 Lotus Land Story, parte de la serie Touhou Project. La canción ganó popularidad en YouTube y Nico Nico Douga en 2007, generando una gran cantidad de remixes y trabajos de fans. Esto le dio a Nomico una gran cantidad de fama a su nombre y es considerada una de sus obras más notables. Para 2021, el video musical de Bad Apple!! en YouTube ha obtenido más de 53 millones de visitas. La canción apareció en los rankings de popularidad de Nico Nico Douga en el momento de su lanzamiento.

## Filmografía

### Anime[1][2]
| Nombre del anime            | Año  | Personaje  | Notas                    |
| --------------------------- | ---- | ---------- | ------------------------ |
| Renkin 3-kyū Magical? Pokān | 2006 | Keimi, Jun | Debut como actriz de voz |
| AAA                         | 2021 | Ogata,Aoi  | Debut como actriz de voz |

## Discografía

### Álbumes
| Nombre del álbum      | Año de lanzamiento | Notas                                  |
| --------------------- | ------------------ | -------------------------------------- |
| The Great Sky         | 2004               | Publicada en colaboración con LOOPCUBE |
| Nomico no Mi          | 2006               | Primer álbum como solista              |
| Nomical Hystery Hour! | 2009               | —                                      |
| Twinkle Show!         | 2010               | —                                      |